# 香取光子
香取 光子（かんどり みつこ、1943年（昭和18年）5月5日 - ）は、日本の体操選手である。現姓は中山。

## 経歴・人物
日本体育大学在学中に、1968年メキシコシティーオリンピックに出場した。同大体育学部を卒業し、中京大学体育学部体育科学科教授となった。また、同大体操競技部女子監督を務めた。